# Simone Schloss
Pour les articles homonymes, voir Schloss.
Simone Schloss, née le 23 septembre 1919 à Radomyśl près de Cracovie et morte décapitée le 17 juillet 1942 à Cologne, est une résistante communiste membre des groupes armés de l’Organisation spéciale (O.S.)

## Biographie

### Dans la résistance
Militante à l’Union des jeunes filles de France et au Parti communiste avant la guerre, Simone Schloss continue ses activités politiques dans la clandestinité pendant l'Occupation. Elle est arrêtée avec d'autres camarades le 1er mars 1941 lors d'une distribution du journal Avant-Garde et condamnée à 8 mois de prison.
Après sa libération, elle reprend la lutte contre l'occupant. Elle devient agent de liaison de Conrad Miret i Musté, organisateur des groupes armés de l'Organisation spéciale de la Main-d'œuvre immigrée. Elle transporte des tracts, ainsi que des armes et des explosifs pour les actions à mener.

### Arrestation
Arrêtée en février 1942, elle est jugée avec d’autres résistants en avril devant une cour martiale allemande, à la Maison de la Chimie à Paris. Le procès, qui n'est qu'une parodie de justice, concerne vingt-sept combattants des Bataillons de la jeunesse et de l’Organisation spéciale.
Simone Schloss, comme son amie Marie-Thérèse Lefebvre, est graciée et sa peine est commuée en détention à vie, tandis que tous les hommes du groupe sont condamnés à mort. Les deux femmes sont déportées en Allemagne. Mais Simone Schloss, qui est juive, est transférée à Karlsruhe (Bade-Wurtemberg), puis à la forteresse d’Anrath 
(Rhénanie-du-Nord-Westphalie), ensuite à la prison de Grefield et à celle de Cologne (Rhénanie-du-Nord-Westphalie) où elle est guillotinée le 17 juillet 1942.

## Distinctions
La mention « morte pour la France » a été attribuée à Simone Schloss le 27 décembre 1957. Son acte de décès porte également la mention « morte en déportation », en vertu d'une décision du ministère de la Défense du 3 mars 2000.
Elle a été homologuée à titre posthume comme soldat de deuxième classe par les autorités militaires.

## Hommage
Le nom de Simone Schloss figure avec ceux des fusillés sur la plaque commémorative apposée 28 rue Saint-Dominique à la Maison de la Chimie.

### Filmographie
- * (en) « German military court trial of French resistance members », Holocaust Encyclopedia, United States Holocaust Memorial Museum : séquences d'archives filmées du procès de la Maison de la Chimie (avec évocation et images de Simone Schloss).